# Софиенгольм
Софиенго́льм (дат. Sophienholm) — это бывшая усадьба и выставочный комплекс, расположенный к северу от берега озера Багсверд в коммуне Лингбю-Торбек в северном пригороде Копенгагена, Дания.
Изначально главное здание было загородным домом, построенным в 1769 году Теодором Хольмшёльдом, который назвал дом в честь своей жены Софи Хольмшёльд. Следующий владелец, Константин Брун, полностью перестроил дом на рубеже XIX века, и он стал оживлённым культурным местом в эпоху датского Золотого века, когда его жена, писательница и владелица литературных салонов Фридерика Брун, принимала у себя многих выдающихся датских и зарубежных деятелей культуры того времени.

## История

### Ранние годы
Софиенгольм был построен в 1767—1768 годах как загородное поместье для Теодора Хольмшёльда. Загородный дом был выполнен в стиле классицизма, а сад преобразован в английском пейзажном стиле. Будучи доктором медицины и ботаником, Хольмшёльд начал успешную карьеру при королевском дворе в Копенгагене и в качестве директора нескольких известных государственных предприятий. Он назвал дом в честь своей невесты Софии Магдалены де Шрёдерзее. Они поженились в 1770 году и владели этим домом до 1790 года, когда Теодор построил себе новый, более просторный загородный дом неподалеку.
Новым владельцем Софиенгольма стал купец Константин Брун. Родом из Германии, он приехал в Данию в качестве королевского управляющего торговлей в Датской Вест-Индии и сделал себе состояние на торговле во время первых наполеоновских войн, пользуясь нейтралитетом Дании. В 1783 году Константин Брун женился на Фридерике Брун, урождённой Мюнтер.
На рубеже веков он поручил Жозефу-Жаку Раме перепроектировать и расширить главный корпус. Проект Раме, завершенный в 1805 году, также изменил дизайн парка и добавил к нему несколько небольших зданий, включая норвежский дом, китайский павильон, швейцарский коттедж и дом у ворот. Позже к главному корпусу были пристроены два боковых крыла.

### Золотой век

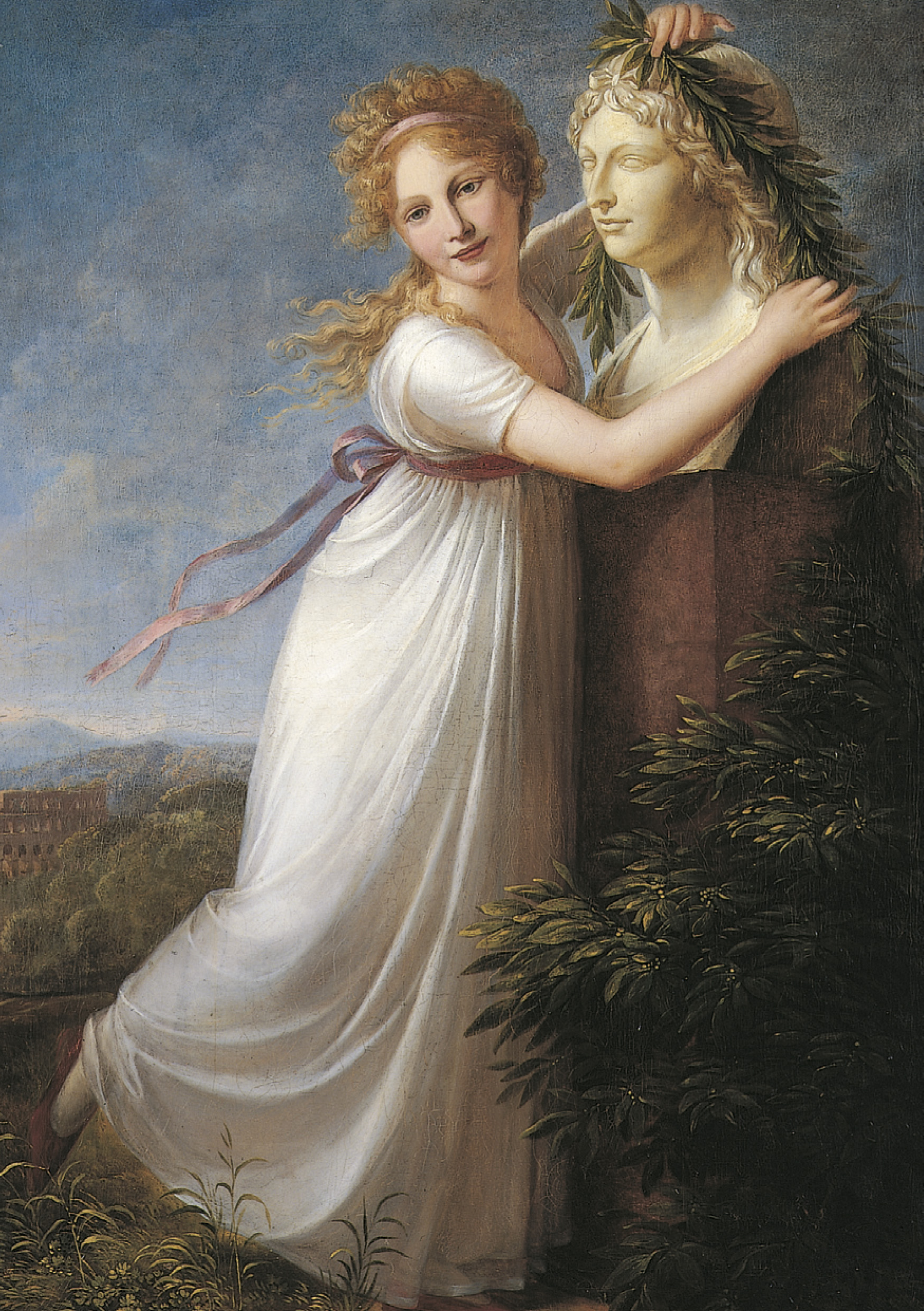
Ида Брун возлагает венок на бюст своей матери

Пока Бруны жили в Софиенгольме, поместье превратилось в оживлённое культурное место, когда склонная к культуре Фридерика использовала его для проведения литературных салонов. Вдохновением для этой деятельности послужила мадам де Сталь, близкая подруга из её путешествий, которая прославилась своими салонами в Шато де Коппет. Салоны Фридерики Брун привлекали пёструю смесь знаменитых поэтов и бедных неизвестных студентов, композиторов, иностранных дипломатов, зарубежных художников всех мастей и даже членов королевской семьи. Среди наиболее частых гостей были Иенс Баггесен, Адам Эленшлегер, Шак фон Стаффельдт, молодой Йохан Людвиг Хейберг, Юст Матиас Тиле и Бернхард Северин Ингеманн.
Современные воспоминания и письма дают подробное представление о том, как протекала салонная жизнь в Софиенгольме. В дневное время парк был популярным местом для гостей дома, которые пили чай или горячий шоколад в норвежском доме в полдень, а иногда и вечером. Для экскурсий по окрестностям использовались импортные ослы. Во время ужина гостей угощали изобилием еды и вина, а после — подавали кофе в Картинной комнате, расположенной на первом этаже, с видом на лес. Помимо общих бесед, развлечения включали в себя различные литературные и музыкальные мероприятия. Фридерике часто читала вслух письма от своих многочисленных знаменитых друзей за границей, а гости развлекались чтением стихов или музыкальными выступлениями. Константин Брун, не разделявший культурных наклонностей Фридерики, обычно рано уходил в свои личные покои или в тихий уголок, чтобы поиграть в карты и пожаловаться на экстравагантность жены.

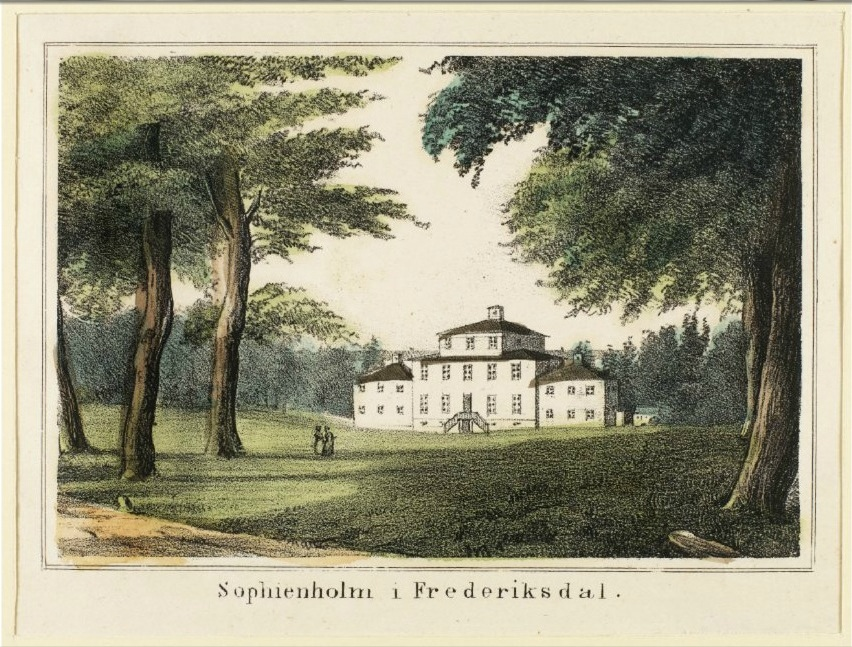
Софиенгольм на картине Генриха Густава Фердинанда Холма, ок. 1828 г.

Центральное место в салонной жизни занимала Ида Брун, старшая дочь Константина и Фридерики Брун. У неё было много именитых поклонников как среди гостей Софиенгольма, так и среди выдающихся личностей, с которыми она встречалась во время путешествий с родителями по Европе, включая Бертеля Торвальдсена в Риме. Она выступала на званых вечерах своей матери как с пением, так и с «аттитюдами», представляющими собой нечто среднее между позой, танцем и актёрской игрой, которым она научилась непосредственно у их изобретательницы, леди Гамильтон в Неаполе. Когда Ида Брун вышла замуж за Луи Филиппа де Бомбеллеса, австрийского посла в Дании, и покинула страну, салоны в Софиенгольме угасли.

### После эпохи Брунов
Эпоха Брунов закончилась в 1836 году, когда Константин и Фридерике Брун умерли в течение нескольких месяцев один за другим. Ида Брун унаследовала Софиенгольм, но сразу же продала его. В 1882 году поместье купил Карл Аллер, основатель быстро развивающегося издательского дома Carl Allers Etablissement. Софиенгольм оставался в руках семьи Аллер до тех пор, пока в 1963 году его не купил муниципалитет Лингбю-Таарбек. По инициативе мэра Пауля Феннеберга здание отремонтировали и открыли для публики в качестве выставочного зала.

## Современное состояние

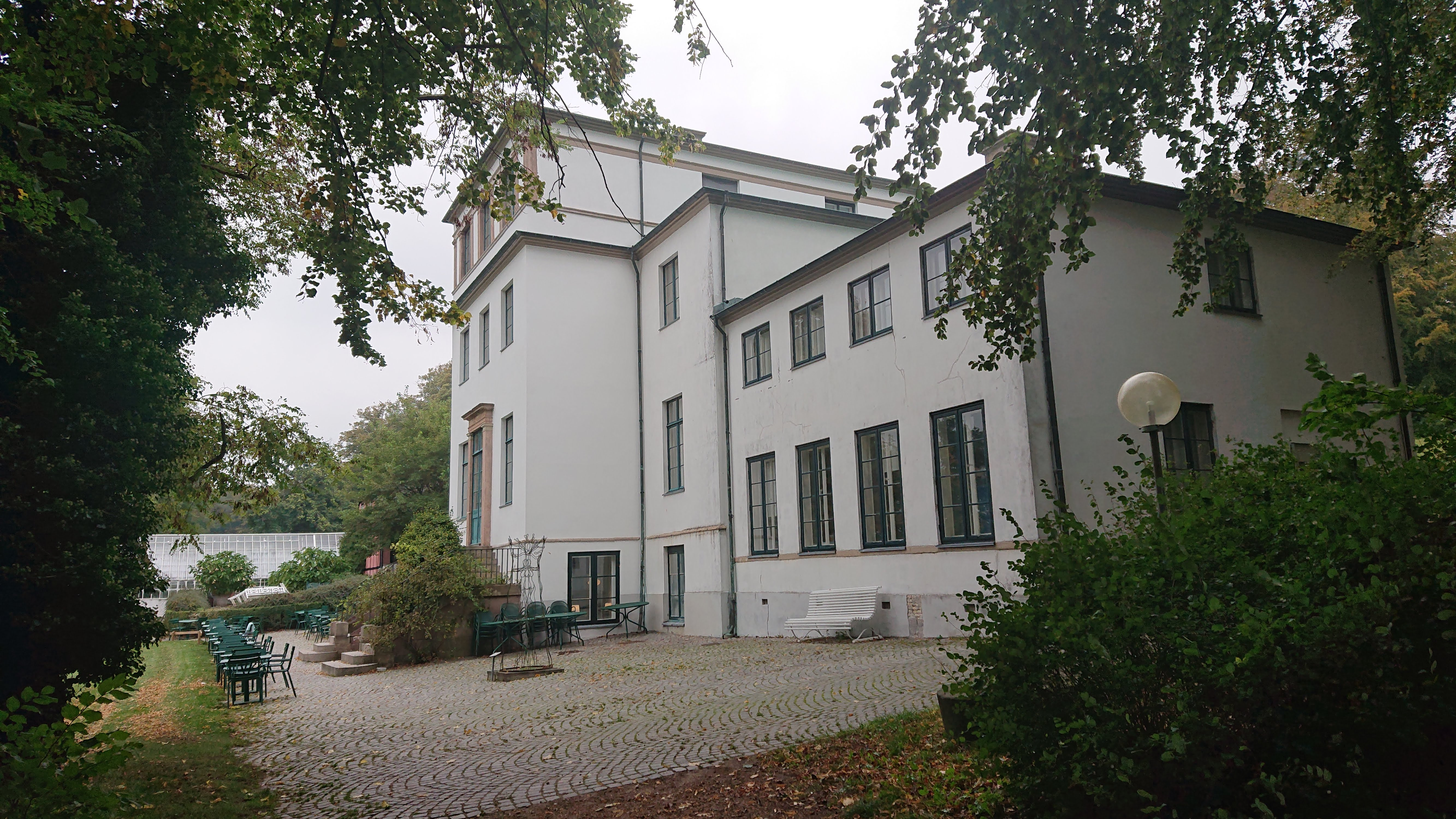
Софиенгольм в 2019 году

В Софиенгольме проходит 4-5 выставок в год. Парк используется для проведения концертов.

## Список владельцев
| Имя                                                                | С    | По    |
| ------------------------------------------------------------------ | ---- | ----- |
| Теодор Хольмшёльд                                                  | 1767 | 1790  |
| Константин Брун                                                    | 1790 | 1820  |
| Фридерика Брун                                                     | 1820 | 1835  |
| Ида Брун                                                           | 1835 | 1836  |
| Профессор Дж. Кнудсен                                              | 1836 | 1842  |
| Граф Зигфрид Рабен                                                 | 1842 | 1853  |
| Клаус Мольтцен                                                     | 1853 | 1863  |
| Рогерт Фёнсс                                                       | 1863 | 1882  |
| Карл Аллер                                                         | 1882 | 1926  |
| Аксель Аллер / Вальдемар Аллер / Ригмор Рэнд (Аллер) / Рагна Аллер | 1926 | 1943  |
| Вальдемар Аллер / Ригмор Рэнд (Аллер) / Рагна Аллер                | 1943 | 1953  |
| Ригмор Рэнд (Аллер) / Рагна Аллер                                  | 1953 | 1963  |
| Коммуна Люнгбю-Торбек                                              | 1963 | н. в. |